# Marija Alexandrowna Demidowa
Marija Alexandrowna Demidowa (russisch Мария Александровна Демидова; * 1. August 1988 in Omsk; † 26. Juli 2013 ebenda) war eine russische Biathletin.
Marija Demidowa hatte ihre ersten internationalen Einsätze bei den Junioren-Rennen der Sommerbiathlon-Weltmeisterschaften 2007 in Otepää. Bei den Wettbewerben, die auf Skirollern ausgetragen wurden, belegte sie den siebten Platz im Sprint und wurde Fünfte des Verfolgungsrennen. 2008 folgten Einsätze bei den Junioren-Weltmeisterschaften in Ruhpolding, wo Demidowa 33. des Sprints und 28. der Verfolgung wurde. Ein zweites Mal trat die Russin bei den Junioren-Weltmeisterschaften 2009 in Canmore an und belegte dort die Plätze 18 sowohl im Einzel wie auch im Sprint und der Verfolgung. 2010 folgten erste Einsätze bei den Frauen im Leistungsbereich. Im IBU-Cup debütierte Demidowa im Sprint von Haute-Maurienne, wurde Neunte und erreichte damit sofort eine einstellige Platzierung. Im folgenden Verfolgungsrennen erreichte sie mit Platz vier ihr bestes Resultat in der zweithöchsten Rennserie.
National gewann Demidowa bei den Russischen Meisterschaften im Biathlon 2010 mit Anna Bogali-Titowez, Tatjana Sewachina und Olga Medwedzewa mit der für Sibirien startenden Staffel den Titel.
Bei den Sommerbiathlon-Weltmeisterschaften 2010 gewann sie mit dem russischen Mixed-Staffelteam die Silbermedaille.
Sie kam am 26. Juli 2013 in ihrer Heimatstadt bei einem Verkehrsunfall ums Leben.